# Phostria eradicalis
Phostria eradicalis là một loài bướm đêm trong họ Crambidae.